# 마셜 (영화)
《마셜》(영어: Marshall)은 2017년 공개된 미국의 전기 영화로, 최초의 흑인 대법원 판사 서굿 마셜을 소재로 했다. 레지널드 허들린이 감독했고, 채드윅 보즈먼이 서굿 마셜 역을 연기했다. 그리고 조시 개드, 케이트 허드슨, 댄 스티븐스, 제임스 크롬웰, 스털링 K. 브라운이 출연했다.

## 출연
- 채드윅 보즈먼 - 서굿 마셜 역
- 조시 개드 - 샘 프리드먼 역
- 케이트 허드슨 - 엘리너 스트러빙 역
- 댄 스티븐스 - 로린 윌리스 역
- 제임스 크롬웰 - 포스터 판사 역
- 스털링 K. 브라운 - 조지프 스펠 역
- 키샤 샤프 - 비비언 "버스터" 버리 역
- 존 마가로 - 어윈 프리드먼 역
- 아나 오라일리 - 리치먼드 부인 역
- 로저 구에버 스미스 - 월터 프랜시스 화이트 역
- 제러미 보브 - 존 스트러빙 역
- 데릭 배스킨 - 태드 랭커스터 역
- 제프리 디먼 - 닥터 세이버 역
- 안드라 데이 - 민턴 가수 역
- 소피아 부시 - 제니퍼 역
- 저시 스몰렛 - 랭스턴 휴스 역
- 로존다 토머스 - 조라 닐 허스턴 역
- 배럿 도스 - 버사 랭커스터 역
- 저넷 섀드윅 - 아이린 랭커스터 역
- 브렌던 버크 - 버크 반장 역
- 마리나 스커샤티 - 스텔라 프리드먼 역

## 기타
- 제작총괄: 크리스 본거린